# RD-0410
O RD-0410 (GRAU Index 11B91) foi um motor de foguete termonuclear desenvolvido entre 1965 e 1994, tendo voado pela primeira vez em 1985, usando como combustível uma combinação que eles chamaram de hidrogênio líquido/nuclear. Esse motor fez um teste de estande na Área de Testes de Semipalatinsk, e o seu uso foi incorporado nos planos do projeto de missão tripulada a Marte conhecido como "Kurchatov Mars 1994".
A turbobomba de aceleração do hidrogênio, foi projetada no KBKhA em Voronej. Um desenho mais evoluído desse motor, chamado TEM, está em desenvolvimento desde 2018.